# Shawn Benjamin
Shawn Benjamin (ur. 5 września 1984 w Barrouallie) – piłkarz z Saint Vincent i Grenadyn występujący na pozycji obrońcy, reprezentant kraju.

## Życiorys
Występował w rodzimym Keartons United. Od 2016 roku grał w amatorskich klubach angielskich rejonu Wessex z ósmego i dziewiątego poziomu ligowego. Dziesięciokrotnie grał w reprezentacji. Zadebiutował 27 sierpnia 2006 roku w przegranym 0:1 towarzyskim meczu z Antiguą i Barbudą. Grał w eliminacjach do Złotego Pucharu CONCACAF 2007 i 2017, a także w eliminacjach do Mistrzostwa Świata 2018.

## Statystyki ligowe
| Sezon         | Klub                            | Liga           | Mecze | Gole |
| ------------- | ------------------------------- | -------------- | ----- | ---- |
| 2016/2017 (j) | Moneyfields F.C.                | Wessex Premier | 3     | 1    |
| 2017/2018     | Fareham Town F.C.               | Wessex Premier | 19    | 0    |
| 2018/2019     | Fareham Town F.C.               | Wessex Premier | 36    | 0    |
| 2021/2022     | United Services Portsmouth F.C. | Wessex Premier | 1     | 0    |
| 2022/2023     | United Services Portsmouth F.C. | Wessex Premier | 40    | 3    |